# Филёвская линия
Филёвская линия (до 1971 года — Арба́тско-Филёвская) — четвёртая по официальной нумерации (шестая по хронологии) линия Московского метрополитена, проходящая в западной части города через исторический район Фили, в честь которого и получила своё название. Ранее линия доходила до Крылатского (станции «Молодёжная» и «Крылатское»), однако в 2008 году вышеупомянутые станции были переданы в состав Арбатско-Покровской линии. Филёвская линия — одна из двух линий московского метро (вторая — Бутовская), бо́льшая часть которой находится на поверхности. Большинство станций на Филёвской линии рассчитано на приём составов максимум из шести стандартных вагонов, однако станции, включённые в первую очередь Кировского диаметра (ныне Сокольнической линии) (находились на вилочном ответвлении от «Охотного Ряда») — «Улица Коминтерна» (ныне «Александровский сад»), «Арбатская», «Смоленская», а также «Киевская», построенная «отдельно» от остальной линии, могут принимать составы с максимальным по Московскому метрополитену количеством вагонов из восьми в связи с изначальным расчётом линии на него. Также на трассе много кривых (поворотов) и уклонов. На схемах обозначается голубым цветом и числами:   до «Кунцевской» и   — до «Москвы-Сити» (до декабря 2020 года вся линия целиком обозначалась числом «4»). Является первой среди метрополитенов России, на которой был снят запрет на управление поездов женщинами — с 1 января 2021 года, что связано с полным обновлением парка подвижного состава на поезда «Москва» «первой модификации» — 81-765.2/766.2/767.2 и оснащением линии современным оборудованием.
Единственная линия Московского метрополитена, все конечные станции которой не имеют оборотных тупиков.
До 1990 года Филёвская линия обозначалась числом «3А» и считалась одним из контуров Арбатско-Покровской линии.
Среднесуточный пассажиропоток линии в 2011 году составлял 143 тыс. человек.

## История

### История строительства
Изначально строилась как экспериментальная.
Линия ведёт своё начало от участка мелкого заложения первой очереди «Улица Коминтерна» (ныне «Александровский сад») — «Смоленская», построенного в 1935 году и спустя два года продлённого до станции «Киевская». Между «Смоленской» и «Киевской» находится открытый участок и построенный в 1937 году Смоленский метромост. Участок входил в состав Кировского диаметра (ныне Сокольническая линия), на котором действовало вилочное движение от станции «Охотный Ряд». В 1938 году участок вошёл в состав новой Арбатско-Покровской линии. При строительстве тоннелей к «Площади Революции» были использованы заделы, оставленные в 1935 году.
После попадания бомбы в тоннель перегона «Арбатская» — «Смоленская» во время одной из бомбардировок 1941 года было принято решение о необходимости строительства параллельного участка глубокого заложения. В 1953 году участок «Калининская» (ныне «Александровский сад») — «Киевская» был закрыт, на станциях были организованы склады, а в тоннелях — депо для хранения резервного подвижного состава.
Однако спустя несколько лет, после прихода к власти Н. С. Хрущёва был взят курс на максимальное удешевление строительства, и Арбатско-Покровская линия продлена не была, вместо этого на запад по поверхности земли было решено строить новый Филёвский радиус. Участок «Калининская» — «Киевская» был расконсервирован и открыт повторно (уже в составе новой Арбатско-Филёвской линии) 7 ноября 1958 года вместе с новым наземным участком «Киевская» — «Кутузовская».
Изначально было запланировано открыть участок от «Киевской» сразу до станции «Фили», но так как перегон «Кутузовская» — «Фили» не успели сдать в срок, было принято решение пустить поезда до «Кутузовской». Станция «Фили» была открыта только через год, 7 ноября 1959 года.
В дальнейшем линия была продлена до «Пионерской» (1961), потом — до «Молодёжной» (1965) и только в 1989 году — до «Крылатского».
В 1985 году в связи с реконструкцией Смоленского метромоста на несколько месяцев вновь был закрыт участок «Калининская» — «Киевская», поезда в это время ходили от «Молодёжной» до «Киевской».
В 2005 году от станции «Киевская» было проложено ответвление в Московский международный деловой центр, организовано вилочное движение на станцию «Деловой центр». В 2006 году была открыта следующая за «Деловым центром» станция — «Международная» (ныне — «Москва-Сити»).
Станция «Крылатское» была построена как временная конечная (в дальнейшем планировалось продлить линию в новые спальные районы — Строгино и Митино). Этим объясняется наличие перед ней перекрёстного съезда вместо полноценных тупиков. Но экономический спад в стране отложил эти планы на 20 лет. Станции «Строгино», «Волоколамская» и «Митино» были открыты лишь в конце 2000-х годов. К этому моменту было принято решение развивать Арбатско-Покровскую линию от станции «Парк Победы» дальше на запад как полноценный диаметр. В 2008 году она была доведена до станции «Кунцевская», поглотила участок Филёвской линии «Кунцевская» — «Крылатское», и новые станции открылись уже в её составе. Филёвская же линия была «урезана» до «Кунцевской» и стала почти целиком наземной, аналогично с Бутовской линией. 7 января 2008 года — в день передачи участка «Кунцевская» — «Крылатское» в состав АПЛ на Филёвской линии какое-то время временно не было движения поездов, позже было восстановлено уже в пределах станции «Кунцевская».
Историческое развитие двух линий-дублёров привело к тому, что Филёвская и Арбатско-Покровская линии сейчас имеют три взаимные пересадки, две пары не связанных пересадками станций с одинаковыми названиями и две служебные соединительные ветви, технически сделавшие Филёвскую линию «рукавом» Арбатско-Покровской.

### Реконструкция
С 29 октября 2016 года по конец августа 2019 года на Филёвской линии проводились работы по поэтапному капитальному ремонту станций и сопутствующей инфраструктуры. В рамках проведённой реконструкции были полностью обновлены все станционные комплексы и инженерные коммуникации.

## Станции
|        | Название станции Прежние названия | Дата открытия    | Пере- садки     | Глубина, м | Тип конструкции                                  | Координаты                      | Вид станции |
| ------ | --- | ---------------- | --------------- | ---------- | ------------------------------------------------ | ------------------------------- | ----------- |
| @4 01  | «Кунцевская» | 31 августа 1965  | 03 11 D1        | 0          | наземная, открытая                               | 55°43′51″ с. ш. 37°26′45″ в. д. |             |
| @4 02  | «Пионерская» | 13 октября 1961  |                 | 0          | наземная, открытая                               | 55°44′10″ с. ш. 37°28′02″ в. д. |             |
| @4 03  | «Филёвский парк» | 13 октября 1961  |                 | 0          | наземная, открытая                               | 55°44′23″ с. ш. 37°29′00″ в. д. |             |
| @4 04  | «Багратионовская» | 13 октября 1961  |                 | 0          | наземная, открытая                               | 55°44′38″ с. ш. 37°29′52″ в. д. |             |
| @4 05  | «Фили» | 7 ноября 1959    | D1              | 0          | наземная, открытая                               | 55°44′46″ с. ш. 37°30′54″ в. д. |             |
| @4 06  | «Кутузовская» | 7 ноября 1958    | 14 D4           | 0          | наземная, открытая                               | 55°44′24″ с. ш. 37°32′04″ в. д. |             |
| @4 07  | «Студенческая» | 7 ноября 1958    |                 | 0          | наземная, открытая                               | 55°44′20″ с. ш. 37°32′54″ в. д. |             |
| @4А 08 | «Москва-Сити» Международная (с 30.08.2006 до 03.04.2024)                                                                                                | 30 августа 2006  | 14 D1 D4        | −25        | колонно-стеновая мелкого заложения трёхсводчатая | 55°44′54″ с. ш. 37°32′02″ в. д. |             |
| @4А 09 | «Деловой центр» Выставочная (с 01.06.2009 до 03.04.2024)                                                                                                | 10 сентября 2005 | 8А D1           | −25        | колонная мелкого заложения трёхпролётная         | 55°45′00″ с. ш. 37°32′28″ в. д. |             |
| @4 10  | «Киевская» | 20 марта 1937    | 03 05           | −8,7       | колонная мелкого заложения трёхпролётная         | 55°44′37″ с. ш. 37°33′56″ в. д. |             |
| @4 11  | «Смоленская» | 15 мая 1935      |                 | −8         | колонная мелкого заложения трёхпролётная         | 55°44′56″ с. ш. 37°34′57″ в. д. |             |
| @4 12  | «Арбатская» | 15 мая 1935      |                 | −8         | колонная мелкого заложения трёхпролётная         | 55°45′06″ с. ш. 37°36′03″ в. д. |             |
| @4 13  | «Александровский сад» Улица Коминтерна (с 15.05.1935 до 24.12.1946) Калининская (с 24.12.1946 до ноября 1990) Воздвиженка (с ноября 1990 до 05.11.1990) | 15 мая 1935      | 01 03 09 [ 24 ] | −7         | колонная мелкого заложения четырёхпролётная      | 55°45′09″ с. ш. 37°36′32″ в. д. |             |

## Зонный оборот поездов
По причине невозможности в часы пик организовать оборот всех поездов на конечной станции (заезд в тупик, смена «головы», перевод стрелки и выезд занимают больше времени, чем интервал движения, особенно если учесть пересечение траекторий поездов на въезде и выезде — их следование по кривой (повороту стрелок)), организовывают так называемые зонные обороты поездов, то есть поезда следуют не до конечной станции, а до ближайшей станции, где есть путевое развитие и возможность организовать оборот поезда. На Филёвской линии для этих целей используются станции «Багратионовская» (при заходе в депо и для отстоя) и «Киевская» (для ночного отстоя). При проведении ремонтных работ могут быть закрыты станции «Александровский сад», «Арбатская» и «Смоленская». «Киевская» в этом случае работает как конечная. В период со 2 января по 7 января 2008 года, когда готовилась передача участка от «Кунцевской» до «Крылатского» Арбатско-Покровской линии, поезда следовали с интервалом 4-5 минут до станции «Пионерская», после чего машинист сам оборачивал свой состав, что вызывало задержки в движении.
| - Тупик линии за станцией «Кунцевская» и противошёрстный съезд на Арбатско-Покровскую линию - Поезд из вагонов типа 81-740.1/741.1 «Русич» на въезде в депо «Фили» |

## Депо и подвижной состав
| Электродепо      | Период      |
| ---------------- | ----------- |
| ТЧ-3 «Измайлово» | 1958—1962   |
| ТЧ-9 «Фили»      | c 1962 года |

### Количество вагонов в поезде
| Количество       | Период                |
| ---------------- | --------------------- |
| 4                | 1958—1974             |
| 6                | 1973—2009 с 2011 года |
| 4 (типа «Русич») | 2005—2019             |

### Тип подвижного состава
| Тип                           | Период              |
| ----------------------------- | ------------------- |
| В                             | 1958—1962           |
| Д                             | 1961—1993           |
| Е                             | 1986—2007           |
| Еж, Еж1, Ем-508, Ем-509       | 1986—2009           |
| 81-740А/741А «Русич»          | 2005—2006           |
| 81-740.1/741.1 «Русич»        | 2005—2019           |
| 81-717/714                    | 2011—2018           |
| 81-765/766/767 «Москва»       | 2017—2018 (обкатка) |
| 81-765.2/766.2/767.2 «Москва» | с 2018 года         |

По состоянию на 2021 год на линии эксплуатировалось 27 составов, сформированных из 162 вагонов.

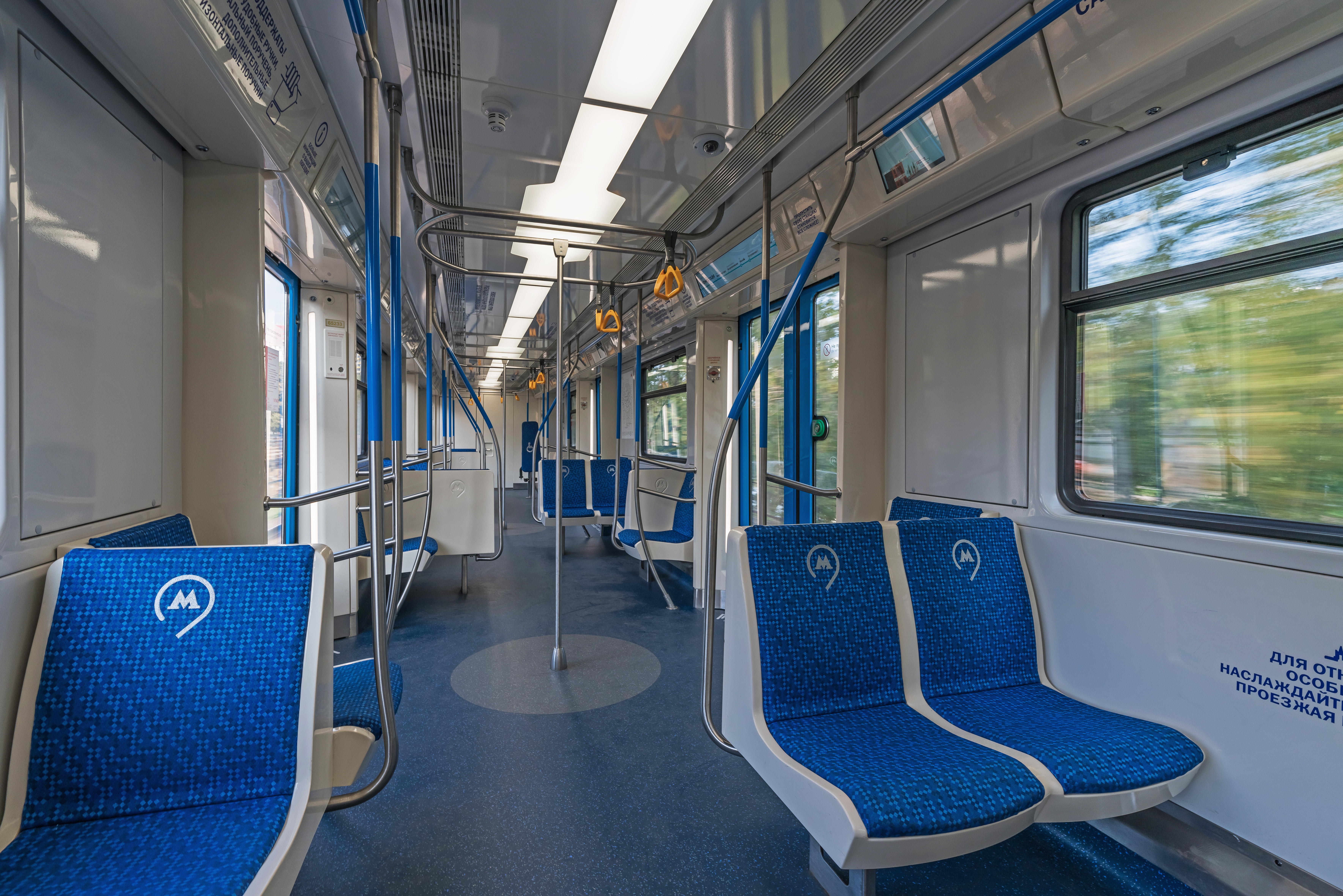
Интерьер головного вагона 81-765.2 с поперечными сиденьями

В октябре 2017 года в депо «Фили» поступил поезд модели 81-765/766/767 «Москва» (65025—65026) в укороченной пятивагонной составности для обучения локомотивных бригад, поскольку руководством метрополитена было принято решение о повторном обновлении парка Филёвской линии на данную модель вместо составов из вагонов 81-740.1/741.1 «Русич», часть из которых планировалось передать в Самарский метрополитен. С мая 2018 года в депо «Фили» поступали шестивагонные составы «Москва» модификации 81-765.2/766.2/767.2 с изменённой планировкой сидений в головных вагонах и установленными кнопками для самостоятельного (адресного) открытия дверей, что для московского метрополитена стало исторической новинкой. Вскоре после начала поставок поездов, предназначающихся для эксплуатации на Филёвской линии, испытательный состав (65025—65026) был возвращён в депо приписки. 2 июля 2018 года поезда из вагонов 81-765.2/766.2/767.2 «Москва» впервые вышли на линию с пассажирами, при этом, 29 июня 2018 года была завершена временная эксплуатация вагонов серии 81-717/714, продолжавшаяся в течение семи лет. К декабрю 2018 года поезда модели «Москва» полностью заменили вагоны моделей 81-740.1/741.1 «Русич», которые были переданы на Арбатско-Покровскую и Бутовскую линии. По данным базы TransPhoto, последний состав этого типа покинул ТЧ-9 10 декабря 2018 года, и работу в новогоднем брендинге с 31 декабря 2018 по 9 января 2019 года он осуществлял уже путём выдачи из ТЧ-3 «Измайлово» через ССВ «Площадь Революции» — «Александровский сад» или временной аренды старым депо приписки.

### Именные поезда
На линии эксплуатировались следующие именные составы: в 1984—1991 годах ходил поезд «Пионер Кунцева», состоявший из вагонов типа «Д», и запущенный в честь акции пионеров школы № 98 Кунцевского района по сбору металлолома для производства новых поездов метро. 17 ноября 2010 года был запущен поезд «Поэзия в метро», в салоне которого с определённой периодичностью сменялись экспозиции со стихами известных отечественных и зарубежных поэтов и писателей. С октября 2016 года этот поезд начал эксплуатироваться на Арбатско-Покровской линии, в ноябре 2017 года прекратил своё существование.

## Средства сигнализации и связи
В качестве средства сигнализации используется двузначная автоблокировка с автостопами и защитными участками, дополненная сигналами «один жёлтый огонь», «один жёлтый и один зелёный огни». Система АЛС-АРС на линии не используется, ввиду чего поезда управляются в «два лица» — вместе с помощником. В будущем планируется переоснащение линии на основное средство сигнализации АЛС-АРС без автостопов и защитных участков, светофоры автоматического действия будут нормально погашены с исключением для подвижного состава с неисправными/необорудованными/отключёнными устройствами АЛС-АРС, которым, согласно Инструкции по сигнализации (ИСИ), в связи с тем, что синий сигнал светофора является для них запрещающим, потребуется включение светофоров автоблокировки.

## Перспективы
Институт Генерального плана Москвы предполагает в отдалённой перспективе вариант продления линии на запад от станции «Кунцевская» в районы Можайский, Троекурово и Сколково.

## Технические особенности
- Единственная линия московского метрополитена с вилочным движением: от «Киевской» поезда поочерёдно уходят к «Кунцевской» и к «Москве-Сити». C 1984 до 1995 год вилочное движение также существовало на Замоскворецкой линии[40]), а до 22 июня 2024 года вилочное движение существовало на Большой кольцевой линии.
- Единственная линия Московского метро, где нет оборотных тупиков за всеми конечными станциями. Направление поезда меняется прямо на станции[41].
- Четыре из шести станций, имеющих кривые платформы, расположены на Филёвской линии: «Москва-Сити», «Деловой центр», «Александровский сад» и «Кутузовская».
- На Филёвской линии расположен самый короткий перегон в московском метро — между станциями «Деловой центр» и «Москва-Сити» — его длина составляет всего 497 м[42]. На линии также находится самый длинный наземный участок: «Студенческая» — «Кунцевская» длиной в 9,6 км, за исключением подземных вставок на перегоне «Кутузовская» — «Фили». Поезд с остановками проезжает его за 16,3 минуты.
- Самый большой уклон в московском метро находится на перегоне «Киевская» — «Деловой центр» и составляет 48 ‰ (тысячных)[42].
- Единственная линия, на которой есть платформа, работавшая продолжительное время по расписанию (первая платформа станции «Александровский сад»)[34].
- Филёвская линия стала первой и единственной в московском метро, где на практике было применено адресное открытие дверей поездов — ручное, с помощью кнопки[43].
- Одна из трёх линий московского метрополитена (другие — Некрасовская линия и Солнцевская линия, которая, впрочем, захватывала маршрутным движением большую часть маршрута 11А БКЛ со своим самостоятельным движением), которая на данный момент имеет меньше станций, чем на пике развития (с 2006 до 2008 года имела 15 станций, после урезания линии до «Кунцевской» — 13).[источник не указан 1151 день]
- Первая линия Московского метро и современной России[44], на которой начали работать женщины-машинисты после снятия запрета (с января 2021 года 12 человек)[45].

## Сбои в работе
26 июня 2021 года работа Филёвской линии была полностью остановлена в связи с обильными осадками.
6 сентября 2022 года в 6 часов утра Филёвская линия стала одной из пяти линий, на которых временно остановилось движение из-за повреждённого кабеля, необходимого для управления движением поездов на нескольких линиях при проведении ночных работ сторонней организацией «Каста».

## Прочие особенности
- Специально для Филёвской линии был разработан особый тип поезда «Москва», получивший обозначение 81-765.2/766.2/767.2, отличающийся от базовой (оригинальной) модели («без точек») (81-765/766/767) и последующих модификаций («.3» и «.4») компоновкой сидений головных вагонов — они установлены поперечно, что связано с преимущественно наземной трассировкой линии. Также 81-765.2/766.2/767.2 «Москва» — единственная модель вагонов Московского метрополитена, посередине салона которых напротив дверных проёмов установлены вертикальные поручни, а пассажирские двери дополнительно оборудованы рабочими[комм. 4] кнопками адресного («по запросу») открытия дверей[48].
- На станции «Деловой центр» находится Центр профориентации и Народный музей Московского метрополитена[49], который является единственным музеем в Москве, расположенным в вестибюле станции метро.

## В культуре
В фильме «Точка, точка, запятая» можно увидеть открытый участок Филёвской линии вблизи станции «Пионерская».
Филёвская линия во времена эксплуатации на ней электропоездов модели «Русич» запечатлена в фильме «Чёрная молния». Также в моменте, когда  главный герой летит в тоннеле на «Волга ГАЗ-21», можно заметить вилочное ответвление, идущее после станции «Киевская», разделяющее линию на пути к станциям «Кунцевская» и «Москва-Сити»: в кадр попадает светофор автоблокировки с показанием «два жёлтых огня, из них верхний мигающий», означающее, что поезд следует с отклонением по стрелочному переводу.